# تپه سلام (تهران)
تپهٔ سلام در سمت شرق کوه پلنگ‌چال در مسیر امامزاده داوود واقع است و از جاذبه‌های گردشگری استان تهران به حساب می‌آید. علت نامگذاری این تپه به این علت بود که این تپه در مسیر راه زائرانی بود که برای زیارت امامزاده داوود از مسیر فرحزاد استفاده می‌کردند.